# Rouilly-Sacey
Rouilly-Sacey är en kommun i departementet Aube i regionen Grand Est (tidigare regionen Champagne-Ardenne) i nordöstra Frankrike. Kommunen ligger i kantonen Piney som ligger i arrondissementet Troyes. År 2022 hade Rouilly-Sacey 388 invånare.

## Befolkningsutveckling
Antalet invånare i kommunen Rouilly-Sacey
Referens: INSEE